# Waitangi Falls (Kaukapakapa)
Die Waitangi Falls, auch bekannt als Waitangi Waterfall, sind ein Wasserfall in der Region Auckland auf der Nordinsel Neuseelands. Er liegt in einem Naturschutzgebiet der Ortschaft Kaukapakapa. Seine Fallhöhe beträgt etwa 7 Meter. Nicht weit von ihm entfernt, allerdings in einem anderen Bachlauf, befinden sich die Omeru Falls.
Der Parkplatz des Omeru Pā Scenic Reserve liegt direkt am New Zealand State Highway 16. Ein Retourwanderweg führt von hier aus in 20 Gehminuten zur Basis des Wasserfalls.